# Pericyma atrosuffusa
Pericyma atrosuffusa är en fjärilsart som beskrevs av Embrik Strand 1917. Pericyma atrosuffusa ingår i släktet Pericyma och familjen nattflyn. Inga underarter finns listade i Catalogue of Life.